# 郡山女子大学
郡山女子大学（こおりやまじょしだいがく、英語: Koriyama Women's University）は、福島県郡山市開成3-25-2に本部を置く日本の私立大学。1947年創立、1966年大学設置。
女子校であり、短期大学部（→同女子大短期大学部の項を参照）も併設している。また、附属の高等学校と幼稚園があり、幼稚園のみ共学である。
かつては、大学・短期大学部それぞれに制服が定められていたが、現在は私服での通学となっている。
大学の略称は地元に限って言えば「女子大」。「郡女」（ぐんじょ）の略称もあるが、市内にかつて存在した郡山女子高校との混同を招くことからあまり使用されない。

## 沿革
- 1947年（昭和22年） - 短期大学部の前身、郡山女子専門学校を創設
- 1950年（昭和25年） - 郡山女子短期大学（現在は短期大学部）開学
- 1966年（昭和41年） - 郡山女子大学開学（家政学部に生活経営学科、被服学科、食物栄養学科を設置）
- 1986年（昭和61年） - 家政学部を人間生活学科と食物栄養学科に改組
- 1992年（平成4年） - 大学院設置
- 2020年（令和2年） - 郡山市在住の70代女性教授が新型コロナウイルスに感染していることが3月14日に判明し、3月末までキャンパスが閉鎖される[1]。これにともない、この年の卒業式が中止される[1]
- 2021年（令和3年） - 人間生活学科を生活科学科へ改称

## 学部

### 家政学部
- 生活科学科
  - 生活総合コース
  - 福祉コース
  - 建築デザインコース

- 食物栄養学科

## 大学院
- 人間生活学研究科
  - 人間生活学専攻

## 取得資格
四年制の場合は下記の通り。短期大学部は郡山女子大学短期大学部#取得資格について参照。
教職課程
- 中学校教諭一種免許状
  - 家庭：生活科学科

- 高等学校教諭一種免許状
  - 家庭：生活科学科
  - 福祉：生活科学科（福祉コースのみ）
  - 工業：生活科学科（建築デザインコースのみ）

- 栄養教諭一種免許状
  - 栄養教諭：食物栄養学科

## 施設
キャンパスは面積 35,048平方メートルで、短期大学部と施設を共用する。開成山大神宮に隣接（もみじ館等一部施設は100mほど離れた開成山公園に隣接）し、敷地南側にはせせらぎこみちが通る。
敷地内は関係者以外の立ち入りが制限されており、創学館や日本風俗美術館などの見学は、正門受付での手続きが必要。
- 創学館 - 地球の自転を証明するフーコーの振り子などがある
- 建学記念講堂 - 丹下健三監修、大ホールと小ホールが舞台をはさんで向かい合う対面式ホールなどがあり、1988年、第6回福島県建築文化賞特別部門賞受賞[3]
- もみじ館 - 放送大学福島学習センターが入居[4]
- つつじ館 - 開成山公園の風景に合うよう設計された明治時代風の洋館、1984年、第2回福島県建築文化賞準賞受賞
- 日本風俗美術館 - 古代から江戸時代末期までの衣装の歴史を等身大の着装人形36体によって再現

## 学内奨学金
- 学校法人郡山開成学園創立者関口育英奨学金制度

## 系列校
- 郡山女子大学附属高等学校
- 郡山女子大学附属幼稚園

## 対外関係
- 玉川大学と小学校教諭免許状課程履修に関する協定を締結している。
- 放送大学[5]
- 日本大学工学部[6]

## 大学関係者一覧
- 郡山女子大学の人物一覧